# Exochus carens
Exochus carens är en stekelart som beskrevs av Valentina I. Tolkanitz 2003. Exochus carens ingår i släktet Exochus och familjen brokparasitsteklar. Inga underarter finns listade i Catalogue of Life.